# 井上尚子
井上 尚子（いのうえ なおこ、1975年12月11日 - ）は、日本の女優。アフロディーテ所属。過去の所属はテンダープロ。なお、過去には1976年12月11日生まれとされていたこともある。

## 概要
主に低予算ビデオ映画で活動し、テレビドラマや劇場映画には脇役で出演する。演技派女優では珍しい93cm・Fカップという巨乳も特徴で、2000年には雑誌や写真集でヘアヌードを披露。その後もアダルト系のビデオ映画『リストラ陵辱銀行 キャリアの復讐』に主演するなど出し惜しみのない脱ぎっぷりで、固定男性ファンも獲得している。特技はサーフィン、ゴルフ、ヨガ。

## 出演

### 劇場映画
- 極道の妻たち 赫い絆（1995年9月9日、関本郁夫監督）
- 英二（1999年5月1日、黒土三男監督）
- FAMILY（2001年3月31日、三池崇史監督）
- 県警強行殺人班 鬼哭の戦場（2007年7月21日、宮坂武志監督）
- ペルソナ（2008年1月26日、樫原辰郎監督）

### ビデオ映画
- ザ・ハングマン MISSION-2000（1999年5月21日、小久保利己監督） - 美由紀 役（関西の朝日放送ではテレビ放映された）
- 新・ヤンママトラッカー けじめつけます（2000年4月21日、小林要監督） - ケイの妹分・マア子 役（準主演）
- 籠女 KAGOME（2000年8月25日、佐々木浩久監督） - 京子 役（準主演）
- 姐極道 菩薩の龍子（2000年11月21日、関根和美監督）
- 修羅がゆく13 完結篇（2000年12月1日、小澤啓一監督）
- リストラ陵辱銀行 キャリアの復讐（2000年12月22日、坂本太監督） - 麻木真由子 役（主演）
- 闇の天使 DREAM ENGEL（2001年8月3日、服部光則監督）
- 修羅のみち4 北九州代理戦争（2002年4月20日、小澤啓一監督） - 石黒美佐 役
- 個人情報 ファイルデータ（職業別）高校教師 23歳・女性（2002年6月21日、服部光則監督） - 女子高生 役（準主演）
- アンタッチャブル（仮題、辻裕之監督）
- 必殺キャバ嬢（2011年2月2日）

### テレビドラマ
- はみだし刑事情熱系（テレビ朝日系列）
- プリティーモンキー 3rd.Play（1998年7月25日、テレビ朝日系列ウイークエンドドラマ）
- 上を向いて歩こう 坂本九物語（2005年8月21日、テレビ東京系列）
- 警部補 佃次郎21 妻の初恋（2005年9月6日、日本テレビ系列火曜サスペンス劇場）
- 昭和の爆笑王ドラマスペシャル 林家三平ものがたり（2006年8月20日、テレビ東京系列）
- 帝王（2009年7月、TBS系）第1-2話
- 天使の代理人（2010年10月、フジテレビ系）

### その他テレビ
- 山田雅人の失恋レストラン（関西テレビ） - レギュラー
- ワンダフル（TBS系列）

### CM
- UCC上島珈琲 グアルジャ
- うじ茶
- 関西電力
- ダイドーコーヒー

### 舞台
- 彩才女組 Vo.3「橙色のあかり、碧いひかり」（2011年10月7日-10日、スタジオモモンガ）
- 彩才女組 Vo.5「港崎遊廓」（2012年2月9日-12日、シアターブラッツ）
- 和興芸能30周年記念公演「ENDLESS HILLS」（2012年6月29日-7月1日、築地プティストホール）

### グラビア
- 井上尚子写真集 Mischief 〜新進グラマー女優の覗かれたプライベートライフ〜 （バウハウス、2000年9月）ISBN 978-4894611948
- Flash 1998年7月28日号 - セミヌード2ページ
- FRIDAY 1999年1月19日号 - ヌード1ページ
- 週刊宝石 2000年9月14日
- Flash 2000年9月16日号 - ヌード1ページ
- Dr.ピカソ 2000年11月号（英知出版） - ヌード4ページ
- GOKUH 2001年1月号（英知出版） - ヌード4ページ